# Maria Joseph Weber
Maria Joseph Weber (1887-1949) est un prêtre allemand, membre de la Congrégation du Saint-Esprit.

## Biographie
Fils d'émigrés originaires du diocèse de Spire, Maria Joseph Weber naît le 3 janvier 1887, à Metz, en Lorraine, durant l'annexion allemande. Il entre dans les ordres en Rhénanie-du-Nord-Westphalie, à l'Abbaye de Knechtsteden. Joseph Weber est ordonné prêtre le 1er octobre 1911 au siège de l'Ordre en Allemagne.
Membre de la Congrégation du Saint-Esprit, il travaille d'abord comme enseignant, puis directeur à la mission de Broich. Vivant en communauté, les spiritains s'efforcent de promouvoir la mission de l'Église auprès des plus pauvres. À partir de 1919, il travaille comme missionnaire à Heimbach, puis à Spire. Le Père Weber écrit régulièrement dans l'hebdomadaire "Der Pilger", le bulletin diocésain le plus ancien d'Allemagne. Il est l'auteur de « Ad Jesum per Mariam ».
Maria Joseph Weber décéda le 5 janvier 1949, à Spire en Rhénanie-Palatinat.

## Sources
- Das Sankt Guidostift in Speyer: Festschrift zur Neunhundert-Jahrfeier der Gründung, Verlag des Missionskonviktes St. Guido, 1930.
- Ad Jesum per Mariam, Verl. St. Grignionhaus, Altötting, 1955.